# Đorđe Andrejević Kun

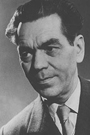
Đorđe Andrejević Kun

Đorđe Andrejević Kun (serbisch-kyrillisch Ђорђе Андрејевић Кун; geboren 31. März 1904 in Breslau; gestorben 17. Januar 1964 in Belgrad) war ein jugoslawischer Maler und Grafiker. Er war Mitglied der Serbischen Akademie der Wissenschaften und Künste (САНУ). Andrejević Kun erlangte Bekanntheit, weil er das Staatswappen der Sozialistischen Föderativen Republik Jugoslawien entworfen hatte.

## Herkunft und Werdegang
Đorđe Andrejević Kun wurde in Breslau geboren, als viertes von fünf Kindern des serbischen Grafikers Veljko Andrejević Kun und dessen deutscher Frau Gertrude. Im Jahre 1914 kam die Familie nach Belgrad. Đorđe Andrejević Kun erlernte den Beruf eines Druckers und studierte anschließend Malerei an der Kunstschule in Belgrad, in den Jahren 1920 bis 1925.

Wappen der Stadt Belgrad

Auf Vermittlung des Belgrader Kaufmanns Ilija Ranković erhielt Đorđe Andrejević Kun ein Stipendium und studierte von 1926 bis 1928 in Italien sowie 1928 bis 1929 in Frankreich. Im Jahre 1931 erhielt er den ersten Preis, für seinen Entwurf des Wappens der Stadt Belgrad, welches die Stadt bis heute führt. Außerdem wurden seine Werke in den Jahren 1931 und 1932 in Belgrad, Zagreb und Novi Sad ausgestellt.
1934 war Đorđe Andrejević Kun eines der Gründungsmitglieder der Künstlergruppe Život und bereiste Moskau, wo er sich mit dem Sozialistischen Realismus vertraut machte. Dieser Richtung folgend veröffentlichte er eine Serie von Holzschnitten mit dem Titel Blutgetränktes Gold (Krvavo zlato) im Jahre 1937.

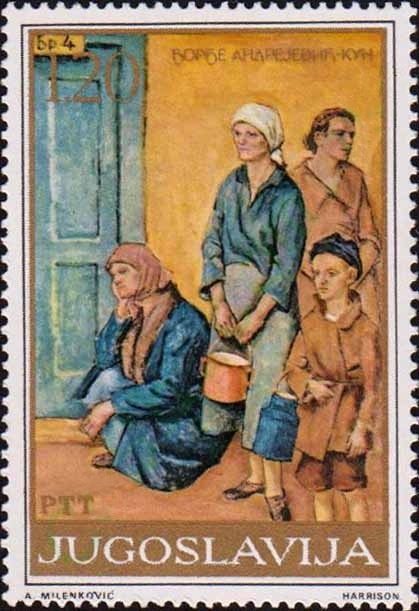
Briefmarke von 1975

Andrejević Kun trat in die Internationalen Brigaden ein und kämpfte im Spanischen Bürgerkrieg. In dieser Zeit veröffentlichte er im Jahre 1939 seine Serie von Holzschnitten mit dem Namen Für die Freiheit  (Za slobodu). Im Jahre 1940 veröffentlichte er die Sammlung Skizzen, Zeichnungen, Studien (Skice, crteži, studije) in Spanien.

Wappen der SFRJ in der älteren Version mit fünf Fackeln (1943–1963)

Von 1941 bis 1945 gehörte er der Jugoslawischen Volksbefreiungsarmee an. Im Jahre 1943 gestaltete Đorđe Andrejević Kun das Wappen der Sozialistischen Föderativen Republik Jugoslawien.
Ab 1945 war Đorđe Andrejević Kun Professor an der Akademie der Bildenden Künste und von 1959 bis 1963 Dekan der Fakultät der Bildenden Künste an der Universität Belgrad. Er erhielt im Jahre 1946 den Grafikpreis der Jugoslawischen Föderation, für Partisanen (Partizani), eine Serie von Zeichnungen. Im Jahre 1949 erhielt er den Nationalpreis für Malerei, für Opfer des Horrors (Svedoci užasa). Des Weiteren wurde er im Jahre 1950 korrespondierendes und 1958 volles Mitglied der Serbischen Akademie der Wissenschaften und Künste. Von 1957 bis 1960 war Andrejević Kun Präsident der Vereinigung der Künstler der Jugoslawischen Föderation.
Seine Werke wurden in Belgrad, Kragujevac, Čačak, Niš, Skopje, Zemun, Sombor und 1963 in Berlin ausgestellt.
Djordje Andrejević Kun starb am 17. Januar 1964 in Belgrad.

## Werk

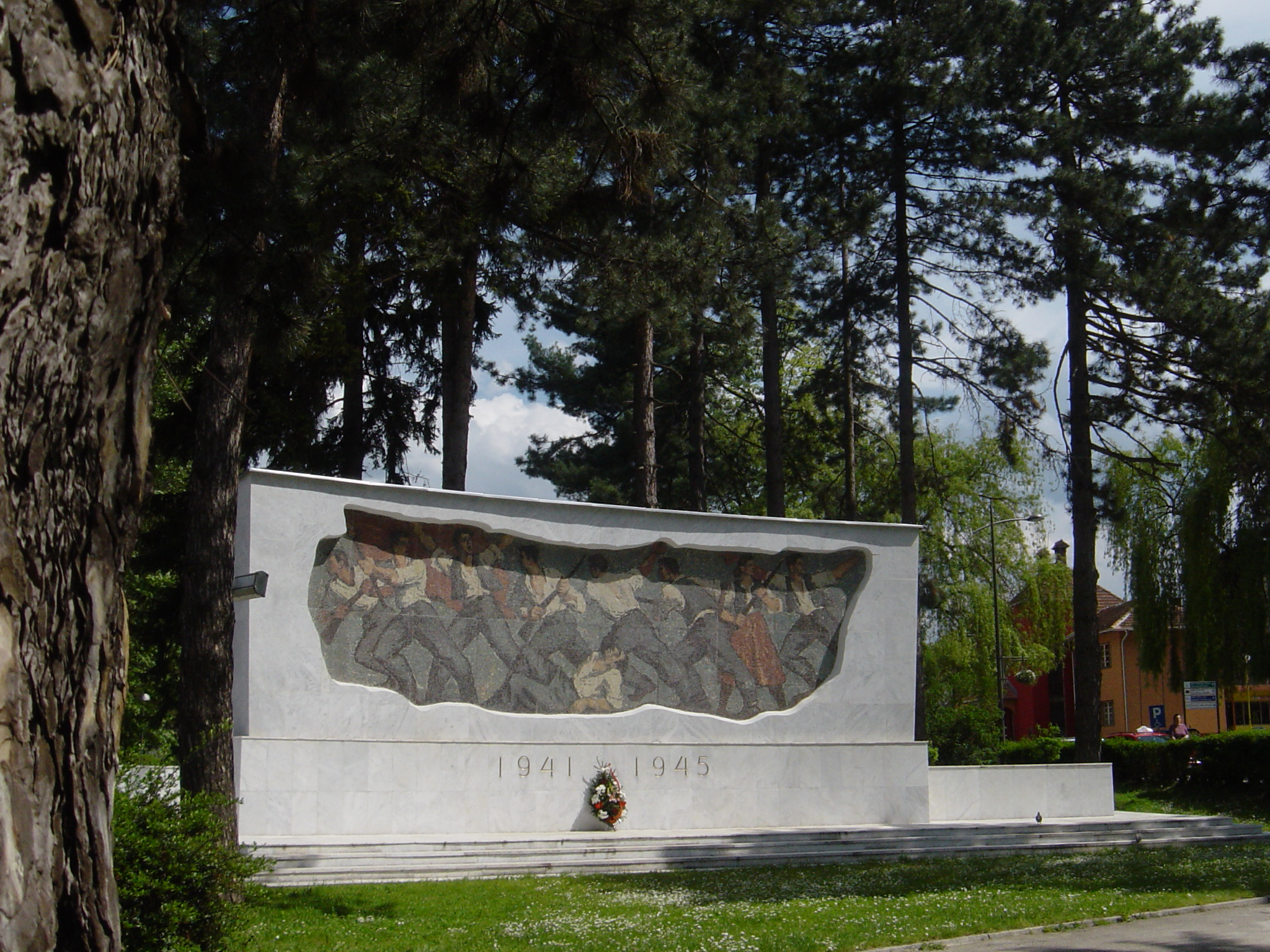
Ivanjica, Mosaik „Revolution“, 1957

Das Werk von Đorđe Andrejević Kun umfasst über 300 Gemälde, darunter sowohl monumentale als auch kleinere. Mehr als 60 sind in Museen im ehemaligen Jugoslawien und im Ausland ausgestellt, etwa ebenso viele gehören staatlichen Institutionen, der Rest befindet sich in privaten Sammlungen. Außerdem gehören über 1000 Zeichnungen zu seinem Werk. Des Weiteren gibt es drei große Mosaike von Andrejević Kun, eines am Kriegsdenkmal in Ivanjica, eines an der Fassade eines öffentlichen Gebäudes in Kragujevac und eines im Holocaust-Museum in Paris.